# الیزا مرادیان
الیزا مرادیان (ارمنی: Էլիզա Մուրադյան؛ زادهٔ ۱۶ ژانویهٔ ۱۹۹۳) مدل اهل ارمنستان است. وی نمایندهٔ ارمنستان در رقابت‌های دوشیزه جهان ۲۰۱۸ بود و نخستین فردی از این کشور بود که به رقابت‌های جهانی دوشیزه جهان راه یافت.
او دانش‌آموخته رشتهٔ علوم پزشکی در «اولین دانشگاه دولتی پزشکی مسکو» است که در سال ۲۰۱۳ فارغ‌التحصیل شد.